# Géo Libbrecht
Pour les articles homonymes, voir Libbrecht.
Géo Libbrecht, né à Tournai le 17 février 1891 et mort à Bruxelles en septembre 1976, est un poète belge qui s'est exprimé tant en picard qu'en français. Il a publié en français des dizaines de recueils en vers repris dans les dix volumes de Livres cachés.

## Biographie
Fils de porion au charbonnage de Boussu, Géo Libbrecht fait des études de droit à l'ULB, achevées au retour de la Grande Guerre. Il part alors au Brésil défricher des forêts, mais l'aventure finit mal. De retour à Bruxelles, il se lance dans les affaires et y réussit. Devenu riche, il devient poète à 46 ans et mécène.
En 1963, révolté par le fait qu'une anthologie de poètes wallons ne reprenait personne du Tournaisis, il renoue d'instinct avec son pays natal. Il écrit des poèmes où, dit Maurice Piron, « l'on, sentait d'emblée la connivence s'établir entre le dialecte et une inspiration venue du tréfonds populaire ». Piron ajoute que sa poésie est d'une sensibilité « de fond mélancolique relevée parfois d'une pointe d'érotisme », comme on peut le lire dans Twanète.
Il est inhumé au Jardin des Poètes à Mont-Saint-Aubert.

## Distinction
- Prix quinquennal du Hainaut en 1955.

## Œuvres
- Pastels et Fusains 1935
- Guirlandes, Bruxelles : Revue terres latines, 1936. 115 p.
- « À Akarova » (poème), in: Tribune, Bruxelles, hiver 1938-1939, n° 41, p. 8
- Outre-Ciel, Verviers: L'Avant-Poste, 1939. Notamment 36 ex. sur Alpha numérotés de 11 à 46 ornés de 4 pointes sèches d'Elisabeth Ivanovsky.
- Sacre de l'Univers, Verviers: L'Avant-Poste, 1949, 500 exemplaires.
- La porte sans Mémoire Prix triennal de poésie 1955
- Comptoirs dans le vent, Les cahiers du Journal des Poètes (n° 76 du 10 avril 1940)
- M'n accordéieon, 1963
- Lés clèokes (1964)
- A l'bukète (1967) (À la courte paille)
- « Ma lucarne » (poème), in: Marginales, 1967, 112, pp. 8-10
- Tour d'Éleuthère (1969)
- L's imaches (1970)
- L'créassyéon (1971)
- Le Fol (1971), Bruxelles : L'Audiothèque. Avec deux dessins d'Elisabeth Ivanovsky.
- L'grand possibe (1973)
- L'èskampe à l'broke (posthume, 1977) (Faux pas)
- Livres cachés